# Base navale d'Espiritu Santo
Naval Advance Base Espiritu Santo
La Base navale d'Espiritu Santo (en anglais : Naval Advance Base Espiritu Santo ou Espiritu Santo Naval Base), le plus souvent simplement appelée Espiritu Santo, était une base navale avancée que les Seabees de l'US Navy ont construite pendant la Seconde Guerre mondiale pour soutenir l'effort allié dans le Pacifique.

## Description
La base navale d'Espiritu Santo était située sur l'île d'Espiritu Santo dans le Condominium des Nouvelles-Hébrides, aujourd'hui Vanuatu en mer de Corail dans le Pacifique Sud. La base a également soutenu l'United States Army et l'United States Army Air Corps, l'United States Coast Guard et l'United States Marine Corps. La base navale d'Espiritu Santo a été la première grande base avancée construite dans le Pacifique. À la fin de la guerre, il était devenu la deuxième plus grande base du Théâtre du Pacifique de la Seconde Guerre mondiale.
Pour garder les navires tactiquement disponibles, il y avait une demande de bases avancées capables de réparer et de réapprovisionner la flotte à des emplacements avancés, plutôt que de ramener des navires aux États-Unis. Avant le 7 décembre, Pearl Harbor était la plus grande base avancée de la flotte américaine dans le Pacifique. Espiritu Santo est devenu capable de tous les aspects nécessaires pour soutenir les opérations de la flotte, de la logistique du transport en carburant, nourriture et munitions, au transport de l'embarquement pour les opérations de combat ou du retour à CONUS. Les installations de réparation des navires et les cales sèches étaient capables de s'occuper de la plupart des dommages et de l'entretien de routine. S'il n'avait pas existé, les navires auraient dû retourner à Pearl Harbor, Brisbane ou Sydney pour des réparations majeures et un réapprovisionnement. La base est donc devenue une destination primordiale pour la flotte.

## Historique
Au début de la guerre, Espiritu Santo faisait partie d'une chaîne d'environ 80 îles sous le règne d'une colonie britannique et française des Nouvelles-Hébrides. L'administration était le Condominium des Nouvelles-Hébrides. Les troupes américaines ont d'abord établi une base en mai 1942 sur l'île voisine d'Éfaté, comme défense contre l'expansion de l'empire du Japon. En juillet 1942, le Naval Mobile Construction Battalion 1 (en) envoya un détachement de Seabee le  qui se trouvait sur Efate à Espiritu Santo pour construire une piste de bombardiers pour attaquer les Japonais sur Guadalcanal. Le 4ème bataillon de défense maritime et le 24ème régiment d'infanterie, tous deux sur Efate, ont respectivement envoyé une batterie anti-aérienne et une compagnie d'infanterie pour aider les Seabees. Ensemble, travaillant 24 heures sur 24, ils ont construit l'aérodrome de Turtle Bay en 20 jours. En août, le 7ème bataillon de construction (7th CB) est arrivé pour construire une base. En 60 jours, ils avaient construit un deuxième champ et commencé à travailler sur deux autres. En octobre, le 15th CB est arrivé, tout comme le 40th CB.
Sur les bases étaient construits des logements pour le personnel, des jetées, des routes, des magasins, des centrales électriques, des usines d'eau et de grands dépôts de stockage de carburant, de munitions, de nourriture et d'autres fournitures consommables. Le carburant pour les navires, les avions et les véhicules était très demandé. La montée en puissance d'Espiritu Santo était à la fois une stratégie de défense et ensuite un point de départ pour l'offensive contre les Japonais. La base a soutenu l'action dans les îles Salomon et en Papouasie-Nouvelle-Guinée. La base a été très active dans la campagne des îles Salomon et la campagne de Nouvelle-Guinée. Il y avait toujours des craintes que les Nouvelles-Hébrides et Espiritu Santo soient envahies. Pour construire toutes les bases et l'aérodrome, des dizaines de milliers de tonnes d'équipement ont été expédiées à la base. À la fin de la guerre, 9 millions de tonnes d'équipement y ont été expédiées et plus de 500.000 hommes et femmes ont passé par Espiritu Santo.

### Aérodromes

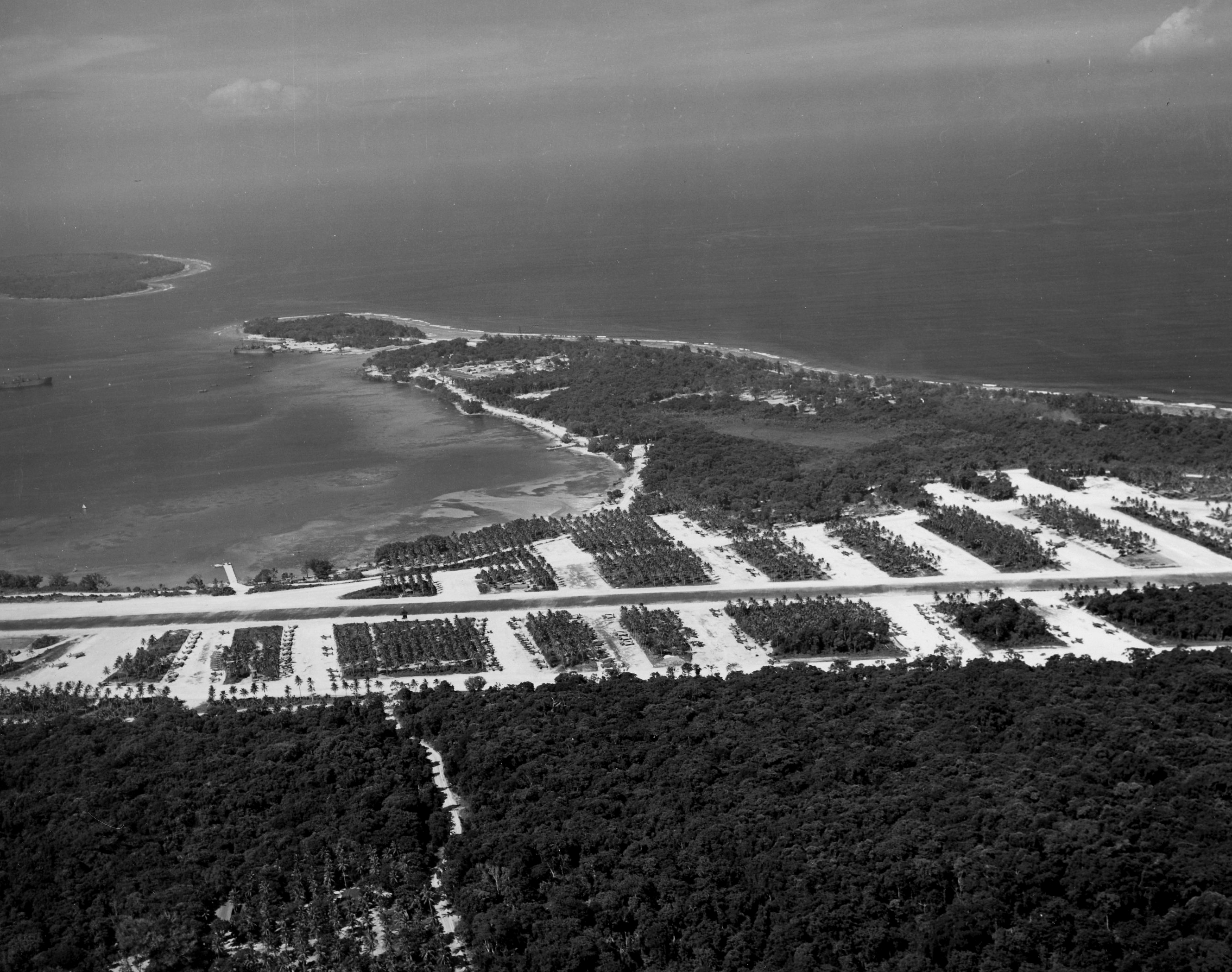
Aérodrome de Palikulo

Les Seabees de la marine américaine ont construit quatre aérodromes près de la base navale, trois pour soutenir les bombardiers de l'armée de l'air américaine, un pour soutenir les avions de chasse. La Royal New Zealand Air Force et le US Marine Corps ont également opéré sur l'aérodrome.
- Palikulo Bay Airfield (en) (Bomber Field #1),
- Bomber Field #2 qui est devenu l'Aéroport de Santo-Pekoa après la guerre,
- Luganville Airfield (en) (Bomber Field #3),
- Turtle Bay Airfield (en) (Fighter Field # 1), servait aux avions de chasse, construits par le 1er bataillon de construction

La base soutenait également la base américaine de Nouvelle-Calédonie, à 300 miles (480 km) au sud-ouest, et la base d'entraînement des Fidji, à 600 miles (970 km) à l'est.

### Cale sèche flottante auxiliaire
Des Auxiliary floating drydock (forme de radoub) ont été utilisées pour réparer les navires. Trois grandes cales sèches flottantes étaient stationnées à la base.

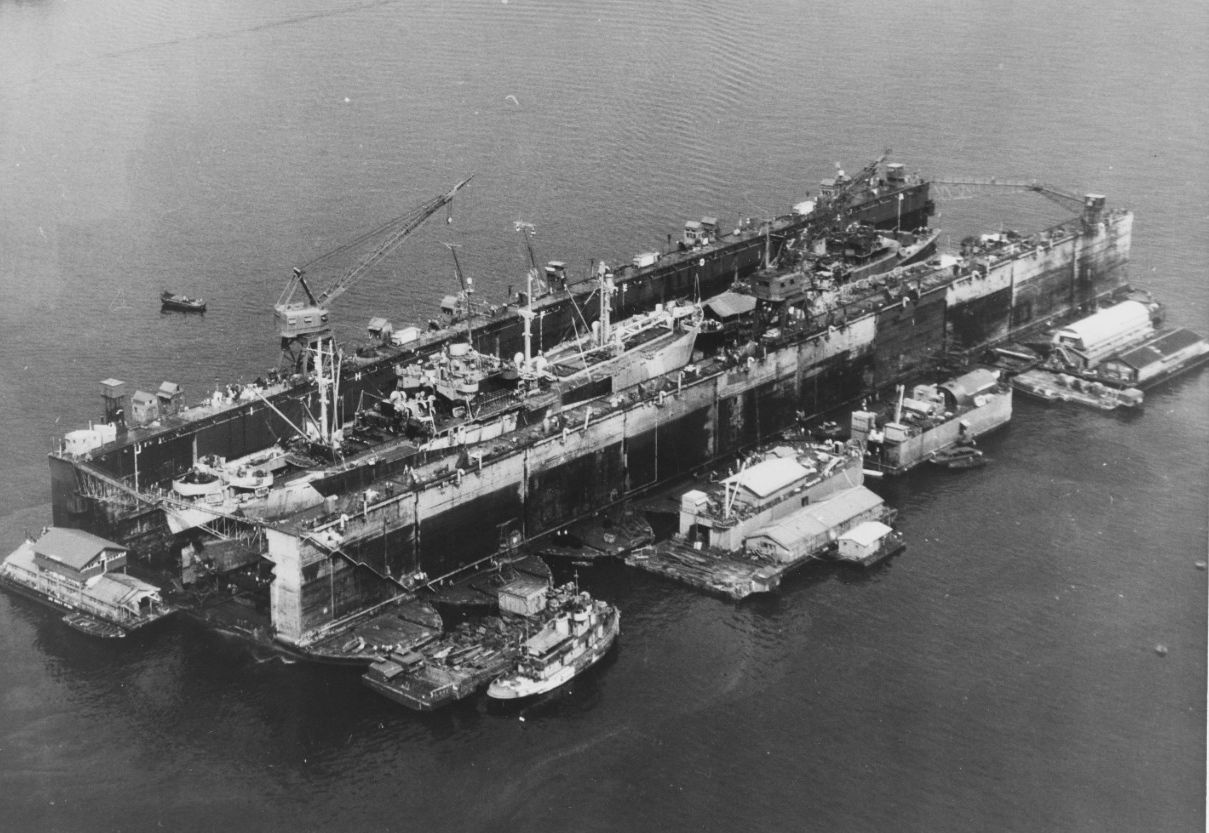
USS AFDB-2 à Seedler Harbor

- USS Artisan (ABSD-1) [7],amarré dans le canal du Segond, au large de l'île d'Aese. Il s'agissait de la plus grande cale sèche flottante jamais construite, capable de soulever 90.000 tonnes hors de l'eau pour des réparations.
- USS AFD-14 a servi  à Espiritu Santo. Il s'agissait d'une petite cale sèche flottante auxiliaire[8].
- USS ABSD-2, construit par Mare Island Naval Shipyard à Vallejo, Californie. Assemblé à la base puis remorqué jusqu'au port Seeadler des îles de l'Amirauté[9].
- USS ABSD-4, construit par Mare Island Naval Shipyard (NSY). Assemblé à la base puis remorqué jusqu'au Seeadler Harbor des îles de l'Amirauté. Attaqué par voie aérienne le 27 avril 1945. Partiellement coulé en 1989 comme récif[10].

### Naufrage du SS President Coolidge
- SS President Coolidge

## Après-guerre
En 1948, l'auteur James A. Michener a écrit une séquence de nouvelles fictives intitulée Tales of the South Pacific (en). Les histoires sont devenues la base de la comédie musicale de Rodgers et Hammerstein, South Pacific. Comme de nombreuses troupes séjournaient ou passaient par la base, l'île est devenue un lieu touristique, y compris un site de plongée sous-marine populaire. La base navale fait désormais partie de la ville de Luganville.

## Musée du Pacifique Sud sur la Seconde Guerre mondiale
Il existe un projet de construction d'un musée du Pacifique Sud sur la Seconde Guerre mondiale (South Pacific World War II Museum) à Espiritu Santo, dans la ville de Luganville. Le 26 octobre 2017, le bureau de développement du projet de musée du musée du Pacifique Sud sur la Seconde Guerre mondiale a ouvert ses portes. Quelques cabanes Quonset et d'autres vestiges peuvent encore être trouvés sur l'île.